# 植竜類
植竜類（しょくりゅうるい、学名：Phytosauria、英:Phytosaur）またはフィトサウルス類、フィトサウリア類は、後期三畳紀を代表する主竜形類の中の動物群。半水棲の動物であり、現生のワニと同様の生態的地位を占めた。吻部が長い点や体表が平坦な皮骨板で被覆される点など外見もワニと酷似したが、外鼻孔が眼窩の付近で背前側に開く点が異なる。四足歩行であるが、姿勢は這い歩き型であり、オルニトスクス科・ラウィスクス類・アエトサウルス類といった他のクルロタルシ類に見られる直立型とは異なる。
植竜類は約2億2800万年前に出現し、約2億130万年前にあたる三畳紀とジュラ紀の境界においてオルニトスクス科と同様に絶滅を迎えた。ワニとの直接的な祖先-子孫関係になく、具体的な類縁関係は研究者によって異なる。Brusatte et al. (2010)はワニ系統の主竜類とアヴェメタタルサリア類（恐竜・翼竜系統）のうち前者の基盤的位置に植竜類を位置付けた一方、Nesbitt (2011)は両クレードの分岐以前のさらに基盤的な位置に植竜類を位置付けている。